# Giorgio Belloni

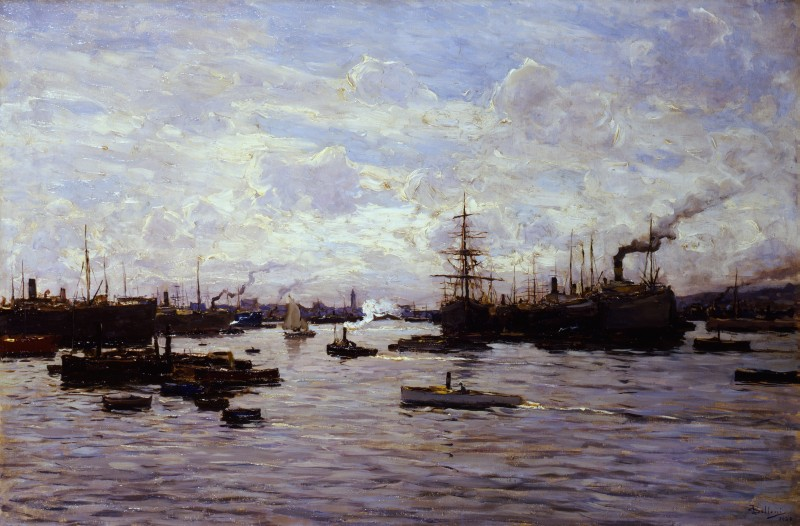
Meriggio nel porto, 1923 (Fondazione Cariplo)

Giorgio Belloni (Codogno, 13 dicembre 1861 – Mezzegra, 12 aprile 1944) è stato un pittore italiano.

## Biografia
Allievo di Giuseppe Bertini all'Accademia di Belle Arti di Brera, esordisce nel 1879 con due vedute prospettiche d'interni. Dopo un soggiorno veronese, durante il quale si dedica all'esecuzione dei primi paesaggi en plein air, si stabilisce a Milano dove si afferma come paesaggista dal 1882. La partecipazione all'Esposizione Nazionale Artistica di Venezia del 1887 segna un importante successo e gli assicura notorietà oltre i confini regionali. Dall'inizio degli anni ottanta si accosta alle ricerche del naturalismo lombardo specializzandosi nell'esecuzione di marine, tratte dal vero durante i soggiorni estivi a Sturla, Noli e Forte dei Marmi, ma contraddistinte da atmosfere poetiche ed evocative. Alla prevalente attività di paesaggista, che lo vede impegnato nell'esecuzione di ampie vedute alpine e brianzole, si affianca una produzione minore di ritratti e nature morte. Negli anni di passaggio tra i due secoli risente delle suggestioni della pittura divisionista, ma declinata in una personale interpretazione della luce. Svolge un'intensa attività espositiva presso le principali rassegne nazionali e internazionali, che culmina nell'allestimento di una sala personale alla Biennale veneziana del 1914 e alla Galleria Pesaro nel 1919.
Tra le altre partecipò alla III Esposizione internazionale d'arte di Venezia del 1899.
Morì ad Azzano, frazione di Mezzegra, il 12 aprile 1944. Riposa al cimitero Monumentale di Milano.